# Vienna Open 2014
Il Vienna Open 2014, noto anche come Erste Bank Open per motivi di sponsorizzazione, è stato un torneo di tennis che si è giocato su campi di cemento al coperto. È stata la 40ª edizione del Vienna Open e faceva parte delle ATP World Tour 250 series dell'ATP World Tour 2014. Gli incontri si sono svolti nella Wiener Stadthalle di Vienna, in Austria, dal 13 al 19 ottobre 2014.

## Partecipanti

### Teste di serie
| Nazionalità | Giocatore              | Ranking* | Testa di serie |
| ----------- | ---------------------- | -------- | -------------- |
| Spagna      | David Ferrer           | 5        | 1              |
| Regno Unito | Andy Murray            | 11       | 2              |
| Spagna      | Feliciano López        | 21       | 3              |
| Germania    | Philipp Kohlschreiber  | 23       | 4              |
| Rep. Ceca   | Lukáš Rosol            | 26       | 5              |
| Croazia     | Ivo Karlović           | 31       | 6              |
| Spagna      | Guillermo García López | 38       | 7              |
| Austria     | Dominic Thiem          | 39       | 8              |

* Ranking al 6 ottobre 2014.

### Altri partecipanti
I seguenti giocatori hanno ricevuto una wildcard per il tabellone principale:
- Gerald Melzer
- Andy Murray
- David Ferrer

I seguenti giocatori sono passati dalle qualificazioni:

- Daniel Brands
- Victor Hănescu
- Miloslav Mečíř Jr.
- Viktor Troicki

Lucky Loser:
- Norbert Gombos

## Campioni

### Singolare
Andy Murray ha sconfitto in finale  David Ferrer per 5–7, 6–2, 7–5.
- È il trentesimo titolo in carriera per Murray, il secondo del 2014.

### Doppio
Jürgen Melzer /  Philipp Petzschner hanno sconfitto in finale  Andre Begemann /  Julian Knowle per 7–6(6), 4–6, [10-7]